# Fausto Cordovez
Fausto Cordovez Chiriboga (Riobamba, 18 de abril de 1925 -  julio de 2021) fue un político conservador ecuatoriano.

## Trayectoria pública
Inició su vida política en 1953 como concejal de Riobamba por el Partido Conservador Ecuatoriano. En 1955 fue elegido alcalde de Riobamba y un año después fue nombrado ministro del tesoro.
En 1962 obtuvo un escaño como diputado. En 1966 fue nombrado ministro de defensa por el presidente Clemente Yerovi. Dos años después pasó a ocupar el ministerio de agricultura.
A inicios de mayo de 2005 fue nombrado ministro de energía y minas por el presidente Alfredo Palacio. Su nombramiento fue criticado por sectores que denunciaron que el nuevo ministro no poseía conocimientos sobre el área petrolera, a lo que Cordovez respondió aseverando que ese problema se arreglaba "con buenos asesores".
Semanas después se reveló que Cordovez tenía deudas con el Banco de Guayaquil que había dilatado por más de ocho años y que sobrepasaban los cien mil dólares. Cordovez reconoció parte de esas deudas y afirmó que pagaría sus obligaciones en días posteriores.
El 8 de junio del mismo año renunció al cargo luego de que se cumpliera un ultimátum dado por el presidente Palacio para que los funcionarios de su gobierno resolvieran sus problemas financieros.
En 2007 fue nombrado embajador de Ecuador ante la Santa Sede por el presidente Rafael Correa, ocupando el cargo hasta que fue cesado del mismo en octubre de 2009.